# Denis Bouanga
Denis Athanase Bouanga (Le Mans, 11 novembre 1994) è un calciatore francese naturalizzato gabonese, centrocampista del Los Angeles FC e della nazionale gabonese.

## Carriera

### Club
Ha giocato nella massima serie del campionato francese con il Lorient nella stagione 2015-2016. Si trasferisce in seguito allo Strasburgo prima e al Tours poi. Torna al Lorient nell’estate del 2017 e dopo una buona stagione in Ligue 2, nel luglio 2018 firma per il Nîmes, società neopromossa in Ligue 1. Il 19 agosto 2018 segna la sua prima rete nella massima serie francese contro il Olympique Marsiglia, nel match finito 3-1 per la squadra del gabonese. La stagione seguente viene acquistato dal Saint-Étienne per quattro milioni e mezzo di euro.

### Nazionale
Nel 2017 partecipa alla Coppa d'Africa in Gabon; successivamente partecipa anche alla Coppa d'Africa 2021.

## Statistiche

### Presenze e reti nei club
Statistiche aggiornate al 22 luglio 2025.
| Stagione              | Squadra               | Campionato            | Campionato | Campionato | Coppe nazionali | Coppe nazionali | Coppe nazionali | Coppe continentali | Coppe continentali | Coppe continentali | Altre coppe | Altre coppe | Altre coppe | Totale | Totale |
| Stagione              | Squadra               | Comp                  | Pres       | Reti       | Comp            | Pres            | Reti            | Comp               | Pres               | Reti               | Comp        | Pres        | Reti        | Pres   | Reti   |
| --------------------- | --------------------- | --------------------- | ---------- | ---------- | --------------- | --------------- | --------------- | ------------------ | ------------------ | ------------------ | ----------- | ----------- | ----------- | ------ | ------ |
| 2014-2015             | Lorient               | L1                    | 1          | 0          | CF+CdL          | 0+1             | 0+0             | -                  | -                  | -                  | -           | -           | -           | 2      | 0      |
| ago.-dic. 2015        | Lorient               | L1                    | 4          | 1          | CF+CdL          | 0+1             | 0+0             | -                  | -                  | -                  | -           | -           | -           | 5      | 1      |
| gen.-giu. 2016        | Strasburgo            | CN                    | 18         | 5          | CF+CdL          | 0+0             | 0+0             | -                  | -                  | -                  | -           | -           | -           | 18     | 5      |
| 2016-2017             | Tours                 | L2                    | 36         | 16         | CF+CdL          | 0+1             | 0+0             | -                  | -                  | -                  | -           | -           | -           | 37     | 16     |
| 2017-2018             | Lorient               | L2                    | 34         | 9          | CF+CdL          | 4+3             | 5+1             | -                  | -                  | -                  | -           | -           | -           | 41     | 15     |
| Totale Lorient        | Totale Lorient        | Totale Lorient        | 39         | 10         |                 | 9               | 6               |                    | -                  | -                  |             | -           | -           | 48     | 16     |
| 2018-2019             | Nîmes                 | L1                    | 35         | 8          | CF+CdL          | 1+2             | 0+1             | -                  | -                  | -                  | -           | -           | -           | 38     | 9      |
| 2019-2020             | Saint-Étienne         | L1                    | 26         | 10         | CF+CdL          | 4+1             | 2+0             | UEL                | 5                  | 0                  | -           | -           | -           | 36     | 12     |
| 2020-2021             | Saint-Étienne         | L1                    | 36         | 7          | CF              | 0               | 0               | -                  | -                  | -                  | -           | -           | -           | 36     | 7      |
| 2021-2022             | Saint-Étienne         | L1                    | 36         | 9          | CF              | 1               | 0               | -                  | -                  | -                  | -           | -           | -           | 37     | 9      |
| lug. 2022             | Saint-Étienne         | L2                    | 1          | 0          | CF              | 0               | 0               | -                  | -                  | -                  | -           | -           | -           | 1      | 0      |
| Totale Saint-Etienne  | Totale Saint-Etienne  | Totale Saint-Etienne  | 99         | 26         |                 | 6               | 2               |                    | 5                  | 0                  |             | -           | -           | 110    | 28     |
| 2022                  | Los Angeles FC        | MLS                   | 7+3        | 1+2        | USOC            | 0               | 0               | -                  | -                  | -                  | -           | -           | -           | 10     | 3      |
| 2023                  | Los Angeles FC        | MLS                   | 31+5       | 20+5       | USOC            | 0               | 0               | CCL                | 8                  | 7                  | LC+CC       | 3+1         | 6+0         | 48     | 38     |
| 2024                  | Los Angeles FC        | MLS                   | 32+4       | 20+1       | USOC            | 5               | 1               | -                  | -                  | -                  | LC          | 7           | 6           | 48     | 28     |
| 2025                  | Los Angeles FC        | MLS                   | 20         | 13         | USOC            | 0               | 0               | CCC                | 6                  | 3                  | LC+CmC      | 0+4         | 0+2         | 30     | 18     |
| Totale Los Angeles FC | Totale Los Angeles FC | Totale Los Angeles FC | 90+12      | 54+8       |                 | 5               | 1               |                    | 14                 | 10                 |             | 15          | 14          | 137    | 87     |
| Totale carriera       | Totale carriera       | Totale carriera       | 329        | 127        |                 | 24              | 10              |                    | 19                 | 10                 |             | 15          | 14          | 388    | 161    |

### Cronologia presenze e reti in nazionale
| Cronologia completa delle presenze e delle reti in nazionale ― Gabon | Cronologia completa delle presenze e delle reti in nazionale ― Gabon | Cronologia completa delle presenze e delle reti in nazionale ― Gabon | Cronologia completa delle presenze e delle reti in nazionale ― Gabon | Cronologia completa delle presenze e delle reti in nazionale ― Gabon | Cronologia completa delle presenze e delle reti in nazionale ― Gabon | Cronologia completa delle presenze e delle reti in nazionale ― Gabon | Cronologia completa delle presenze e delle reti in nazionale ― Gabon |
| Data                                                                 | Città                                                                | In casa                                                              | Risultato                                                            | Ospiti                                                               | Competizione                                                         | Reti                                                                 | Note                                                                 |
| -------------------------------------------------------------------- | -------------------------------------------------------------------- | -------------------------------------------------------------------- | -------------------------------------------------------------------- | -------------------------------------------------------------------- | -------------------------------------------------------------------- | -------------------------------------------------------------------- | -------------------------------------------------------------------- |
| 14-1-2017                                                            | Libreville                                                           | Gabon                                                                | 1 – 1                                                                | Guinea-Bissau                                                        | Coppa d'Africa 2017 - 1º turno                                       | -                                                                    |                                                                      |
| 18-1-2017                                                            | Libreville                                                           | Gabon                                                                | 1 – 1                                                                | Burkina Faso                                                         | Coppa d'Africa 2017 - 1º turno                                       | -                                                                    |                                                                      |
| 22-1-2017                                                            | Libreville                                                           | Gabon                                                                | 0 – 0                                                                | Camerun                                                              | Coppa d'Africa 2017 - 1º turno                                       | -                                                                    |                                                                      |
| 24-3-2017                                                            | Le Havre                                                             | Guinea                                                               | 2 – 2                                                                | Gabon                                                                | Amichevole                                                           | 1                                                                    |                                                                      |
| 4-6-2017                                                             | Libreville                                                           | Gabon                                                                | 0 – 0                                                                | Zambia                                                               | Amichevole                                                           | -                                                                    |                                                                      |
| 10-6-2017                                                            | Bamako                                                               | Mali                                                                 | 2 – 1                                                                | Gabon                                                                | Qual. Coppa d'Africa 2019                                            | 1                                                                    |                                                                      |
| 2-9-2017                                                             | Libreville                                                           | Gabon                                                                | 0 – 3                                                                | Costa d'Avorio                                                       | Qual. Mondiali 2018                                                  | -                                                                    |                                                                      |
| 5-9-2017                                                             | Bouaké                                                               | Costa d'Avorio                                                       | 1 – 2                                                                | Gabon                                                                | Qual. Mondiali 2018                                                  | -                                                                    | 46’                                                                  |
| 7-10-2017                                                            | Casablanca                                                           | Marocco                                                              | 3 – 0                                                                | Gabon                                                                | Qual. Mondiali 2018                                                  | -                                                                    | 85’                                                                  |
| 12-10-2018                                                           | Libreville                                                           | Gabon                                                                | 3 – 0                                                                | Sudan del Sud                                                        | Qual. Coppa d'Africa 2019                                            | 1                                                                    |                                                                      |
| 16-10-2018                                                           | Giuba                                                                | Sudan del Sud                                                        | 0 – 1                                                                | Gabon                                                                | Qual. Coppa d'Africa 2019                                            | -                                                                    |                                                                      |
| 17-11-2018                                                           | Libreville                                                           | Gabon                                                                | 0 – 1                                                                | Mali                                                                 | Qual. Coppa d'Africa 2019                                            | -                                                                    |                                                                      |
| 23-3-2019                                                            | Bujumbura                                                            | Burundi                                                              | 1 – 1                                                                | Gabon                                                                | Qual. Coppa d'Africa 2019                                            | -                                                                    | 82’                                                                  |
| 10-10-2019                                                           | Saint-Leu-la-Forêt                                                   | Burkina Faso                                                         | 0 – 1                                                                | Gabon                                                                | Amichevole                                                           | -                                                                    | 85’                                                                  |
| 15-10-2019                                                           | Tangeri                                                              | Marocco                                                              | 2 – 3                                                                | Gabon                                                                | Amichevole                                                           | 1                                                                    | 45’ 63’                                                              |
| 14-11-2019                                                           | Kinshasa                                                             | RD del Congo                                                         | 0 – 0                                                                | Gabon                                                                | Qual. Coppa d'Africa 2021                                            | -                                                                    | 78’                                                                  |
| 17-11-2019                                                           | Franceville                                                          | Gabon                                                                | 2 – 1                                                                | Angola                                                               | Qual. Coppa d'Africa 2021                                            | 1                                                                    |                                                                      |
| 11-10-2020                                                           | Lisbona                                                              | Gabon                                                                | 0 – 2                                                                | Benin                                                                | Amichevole                                                           | -                                                                    |                                                                      |
| 12-11-2020                                                           | Franceville                                                          | Gabon                                                                | 2 – 1                                                                | Gambia                                                               | Qual. Coppa d'Africa 2021                                            | 1                                                                    | 73’                                                                  |
| 16-11-2020                                                           | Bakau                                                                | Gambia                                                               | 2 – 1                                                                | Gabon                                                                | Qual. Coppa d'Africa 2021                                            | -                                                                    |                                                                      |
| 25-3-2021                                                            | Franceville                                                          | Gabon                                                                | 3 – 0                                                                | RD del Congo                                                         | Qual. Coppa d'Africa 2021                                            | 1                                                                    | 75’                                                                  |
| 1-9-2021                                                             | Bengasi                                                              | Libia                                                                | 2 – 1                                                                | Gabon                                                                | Qual. Mondiali 2022                                                  | -                                                                    | 70’                                                                  |
| 5-9-2021                                                             | Franceville                                                          | Gabon                                                                | 1 – 1                                                                | Egitto                                                               | Qual. Mondiali 2022                                                  | -                                                                    |                                                                      |
| 8-10-2021                                                            | Luanda                                                               | Angola                                                               | 3 – 1                                                                | Gabon                                                                | Qual. Mondiali 2022                                                  | -                                                                    | 60’                                                                  |
| 12-11-2021                                                           | Franceville                                                          | Gabon                                                                | 1 – 0                                                                | Libia                                                                | Qual. Mondiali 2022                                                  | -                                                                    | 83’                                                                  |
| 16-11-2021                                                           | Alessandria d'Egitto                                                 | Egitto                                                               | 2 – 1                                                                | Gabon                                                                | Qual. Mondiali 2022                                                  | -                                                                    | 85 ’, 87’                                                            |
| 2-1-2022                                                             | Dubai                                                                | Burkina Faso                                                         | 2 – 1                                                                | Gabon                                                                | Amichevole                                                           | -                                                                    |                                                                      |
| 4-1-2022                                                             | Dubai                                                                | Mauritania                                                           | 1 – 1                                                                | Gabon                                                                | Amichevole                                                           | -                                                                    |                                                                      |
| 10-1-2022                                                            | Yaoundé                                                              | Comore                                                               | 0 – 1                                                                | Gabon                                                                | Coppa d'Africa 2021 - 1º turno                                       | -                                                                    |                                                                      |
| 14-1-2022                                                            | Yaoundé                                                              | Gabon                                                                | 1 – 1                                                                | Ghana                                                                | Coppa d'Africa 2021 - 1º turno                                       | -                                                                    | 53’                                                                  |
| 23-1-2022                                                            | Limbe                                                                | Burkina Faso                                                         | 1 – 1 dts (7 - 6 dtr)                                                | Gabon                                                                | Coppa d'Africa 2021 - Ottavi di finale                               | -                                                                    | 50’ 68’                                                              |
| 8-6-2022                                                             | Franceville                                                          | Gabon                                                                | 0 – 0                                                                | Mauritania                                                           | Qual. Coppa d'Africa 2023                                            | -                                                                    |                                                                      |
| 20-11-2022                                                           | Adalia                                                               | Gabon                                                                | 3 – 1                                                                | Niger                                                                | Amichevole                                                           | -                                                                    |                                                                      |
| 23-3-2023                                                            | Franceville                                                          | Gabon                                                                | 1 – 0                                                                | Sudan                                                                | Qual. Coppa d'Africa 2023                                            | -                                                                    |                                                                      |
| 18-6-2023                                                            | Franceville                                                          | Gabon                                                                | 0 – 2                                                                | RD del Congo                                                         | Qual. Coppa d'Africa 2023                                            | -                                                                    | 74’                                                                  |
| 9-9-2023                                                             | Nouakchott                                                           | Mauritania                                                           | 2 – 1                                                                | Gabon                                                                | Qual. Coppa d'Africa 2023                                            | -                                                                    | 10’                                                                  |
| 16-11-2023                                                           | Franceville                                                          | Gabon                                                                | 2 – 1                                                                | Kenya                                                                | Qual. Mondiali 2026                                                  | 1                                                                    | 76’                                                                  |
| 19-11-2023                                                           | Dar es Salaam                                                        | Burundi                                                              | 1 – 2                                                                | Gabon                                                                | Qual. Mondiali 2026                                                  | 1                                                                    | 83’                                                                  |
| 7-6-2024                                                             | Korhogo                                                              | Costa d'Avorio                                                       | 1 – 0                                                                | Gabon                                                                | Qual. Mondiali 2026                                                  | -                                                                    | 90’                                                                  |
| 11-6-2024                                                            | Franceville                                                          | Gabon                                                                | 3 – 2                                                                | Gambia                                                               | Qual. Mondiali 2026                                                  | 1                                                                    |                                                                      |
| 6-9-2024                                                             | Agadir                                                               | Marocco                                                              | 4 – 1                                                                | Gabon                                                                | Qual. Coppa d'Africa 2025                                            | -                                                                    | 90+1’                                                                |
| 10-9-2024                                                            | Franceville                                                          | Gabon                                                                | 2 – 0                                                                | Rep. Centrafricana                                                   | Qual. Coppa d'Africa 2025                                            | -                                                                    |                                                                      |
| 11-10-2024                                                           | Franceville                                                          | Gabon                                                                | 0 – 0                                                                | Lesotho                                                              | Qual. Coppa d'Africa 2025                                            | -                                                                    |                                                                      |
| 15-10-2024                                                           | Durban                                                               | Lesotho                                                              | 0 – 2                                                                | Gabon                                                                | Qual. Coppa d'Africa 2025                                            | -                                                                    |                                                                      |
| 15-11-2024                                                           | Franceville                                                          | Gabon                                                                | 1 – 5                                                                | Marocco                                                              | Qual. Coppa d'Africa 2025                                            | 1                                                                    | 35’ 85’                                                              |
| 20-3-2025                                                            | Franceville                                                          | Gabon                                                                | 3 – 0                                                                | Seychelles                                                           | Qual. Mondiali 2026                                                  | 2                                                                    | 78’                                                                  |
| 23-3-2025                                                            | Nairobi                                                              | Kenya                                                                | 1 – 2                                                                | Gabon                                                                | Qual. Mondiali 2026                                                  | -                                                                    |                                                                      |
| Totale                                                               |                                                                      | Presenze                                                             | 47                                                                   |                                                                      | Reti                                                                 | 13                                                                   |                                                                      |

## Palmarès

### Club
- MLS Supporters' Shield: 1

Los Angeles FC: 2022
- Campionato MLS: 1

Los Angeles FC: 2022
- Lamar Hunt U.S. Open Cup: 1

Los Angeles FC: 2024

### Individuale
- Capocannoniere della CONCACAF Champions League: 1

2023 (7 reti)
- Squadra della stagione della CONCACAF Champions League: 1

2023
- Capocannoniere della Major League Soccer: 1

2023 (20 reti)
- MLS Best XI: 2

2023, 2024